# Drużynowe Mistrzostwa Polski w Podnoszeniu Ciężarów Mężczyzn 2021
Drużynowe Mistrzostwa Polski w Podnoszeniu Ciężarów Mężczyzn 2021 – 55. edycja rozgrywek ligowych w podnoszeniu ciężarów, rozgrywana w 2021 roku.

## Klasyfikacja
| Msc. | Klub                  | Wynik   |
| ---- | --------------------- | ------- |
| 1.   | Budowlani Opole       | 5790,88 |
| 2.   | Mazovia Ciechanów     | 5317,50 |
| 3.   | Górnik Polkowice      | 5283,00 |
| 4.   | Tytan Oława           | 5250,91 |
| 5.   | Budowlani Nowy Tomyśl | 4962,27 |
| 6.   | WLKS Siedlce          | 4937,46 |
| 7.   | UMLKS Radomsko        | 4851,88 |
| 8.   | Polwica Wierzbno      | 4807,62 |
| 9.   | Impuls Warszawa       | 4756,06 |
| 10.  | KS Raszyn             | 3102,04 |